# Giesinger Flunder

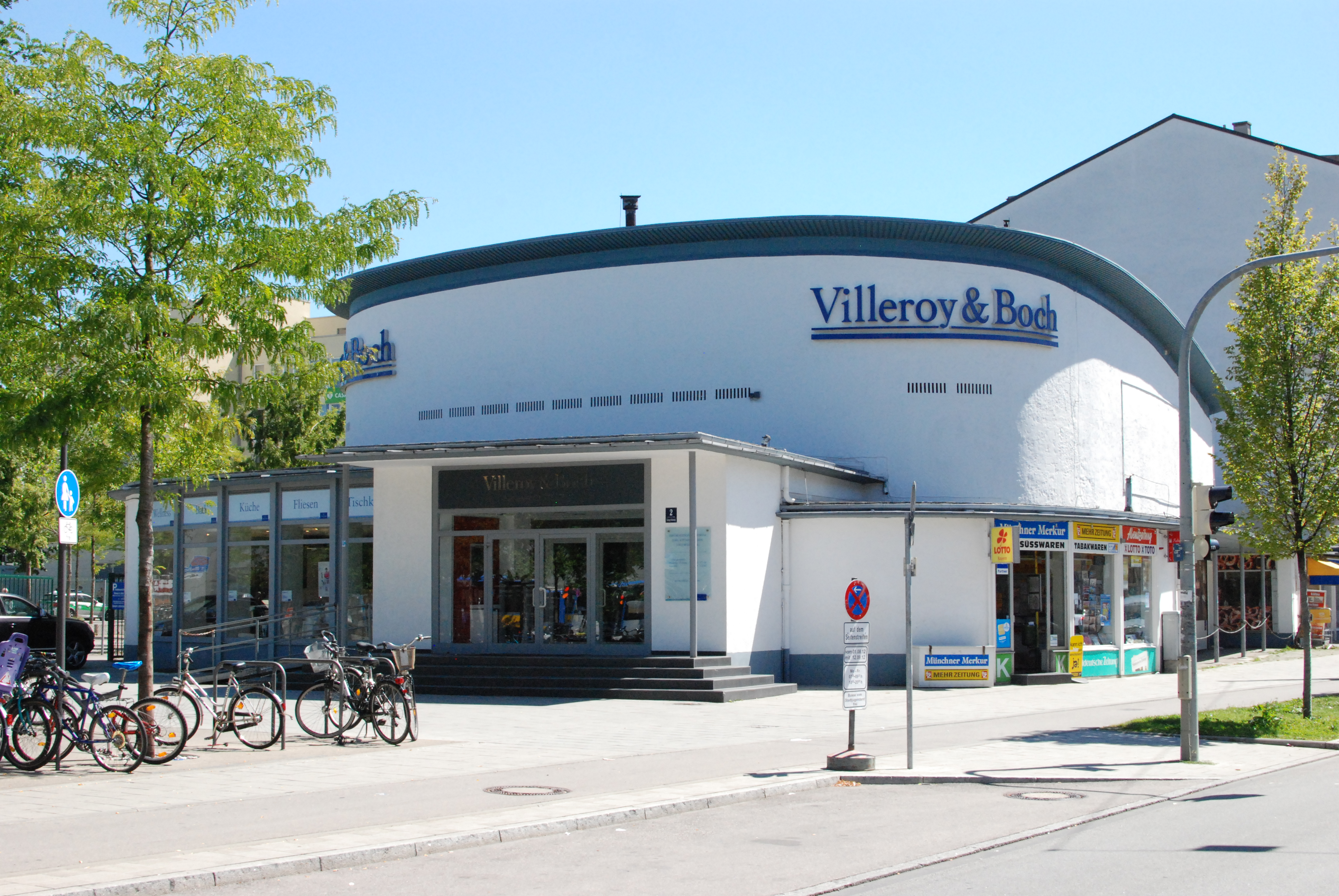
Ehemaliges Bahnhofskino in München-Giesing (abgerissen im Februar 2013).

Die Giesinger Flunder (Giesinger Bahnhofsplatz 2) war ein markantes Gebäude aus den 1950er Jahren am Vorplatz des Giesinger Bahnhofs im Münchner Stadtteil Obergiesing. Das Bauwerk wurde 1952 von den Architekten Konrad Stierhof und Hanns Fichtl als Lichtspieltheater Ba-Ki  (kurz für Bahnhofskino) errichtet und fiel durch seine runden Formen und das schrägstehende, ovale Flachdach auf, das im Volksmund zur Bezeichnung Flunder führte. 
Eröffnet wurde das 665 Plätze fassende Kino am 28. August 1953 mit dem Film Kaiserwalzer, 1971 endete der Kinobetrieb. Danach folgte ein Umbau und die langjährige Nutzung als Ausstellungsgebäude der Firma Villeroy & Boch. Im Jahr 2012 wurden Pläne des Immobilienunternehmens Investa bekannt, das Gebäude abzubrechen und an dessen Standort ein siebenstöckiges Ärztezentrum nach einem Entwurf des Architekturbüros Steidle+Partner zu errichten, das Anfang 2015 fertiggestellt wurde.
Frühere Bemühungen der lokalen Bürgervertretung und der Stadtverwaltung, das Gebäude als Beispiel der Nachkriegsarchitektur in die Bayerische Denkmalliste aufnehmen zu lassen, waren an den baulichen Änderungen gescheitert, die in den 1970er Jahren im Inneren vorgenommen worden waren. Das Bayerische Landesamt für Denkmalpflege stellte 1989 fest, der Bau bilde „zweifellos eine interessante städtebauliche Lösung“, sei wegen der Umbauten aber nur mehr ein „Torso“ und eine „Architekturhülle“.
Ungeachtet des Protests aus der Bevölkerung wurde das Gebäude Anfang Februar 2013 abgerissen.